# Lúcio Costa
Lúcio Costa, all'anagrafe Lúcio Marçal Ferreira Ribeiro de Lima e Costa (Tolone, 27 febbraio 1902 – Rio de Janeiro, 13 giugno 1998), è stato un architetto brasiliano.

## Biografia
Nato a Tolone, in Francia, da genitori brasiliani (il padre, Joaquim Ribeiro da Costa, un ingegnere navale, era originario di Salvador, nello stato di Bahia, mentre la madre, Alina Ferreira da Costa, era originaria di Manaus, nello stato di Amazonas), studiò presso la Royal Grammar School di Newcastle upon Tyne (in Inghilterra), e presso la Scuola nazionale superiore di belle arti di Montreux, in Svizzera, fino al 1916. Nel 1924 conseguì la laurea in architettura presso l'Escola Nacional de Belas Artes di Rio de Janeiro.
Dopo aver adottato, in un primo momento, l'Eclettismo, nel 1929 divenne uno degli esponenti più illustri del Modernismo. Nel 1930, Costa divenne socio dell'architetto brasiliano di origini russe Gregori Warchavchik, diventando il direttore della Scuola di belle arti di Rio de Janeiro, da lui frequentata. I suoi pessimi rapporti con la facoltà e con gli studenti fecero sì che rassegnasse le proprie dimissioni.
Nel 1937, entrò a far parte dello SPHAN (Service of National Historic and Artistic Heritage), comandato da Rodrigo Melo Franco de Andrade.
Nel 1925 sottoscrive il manifesto dell'architettura nazionale. Nel 1929 collabora con Le Corbusier al progetto dell'Università di Rio de Janeiro.

Divenne direttore della Scuola di belle arti di Rio, dove tentò di trasformare i metodi d'insegnamento, ma, nonostante l'appoggio degli studenti, la sua opera innovatrice durò solo un anno (1930-31).
Firmò il piano urbanistico di Brasilia (1956) collaborando con Oscar Niemeyer, autore delle architetture della nuova capitale sudamericana, e progettò la Maison du Brésil alla Città universitaria di Parigi (1959) in collaborazione con Le Corbusier.